# Okandjatu
Okandjatu, auch Okondjatu, ist eine Siedlung im Wahlkreis Okakarara in der Region Otjozondjupa im zentralen Norden Namibias. Die Siedlung liegt etwa 205 Kilometer ostsüdöstlich der Regionalhauptstadt Otjiwarongo an der C22.